# Mưa phùn tuyết

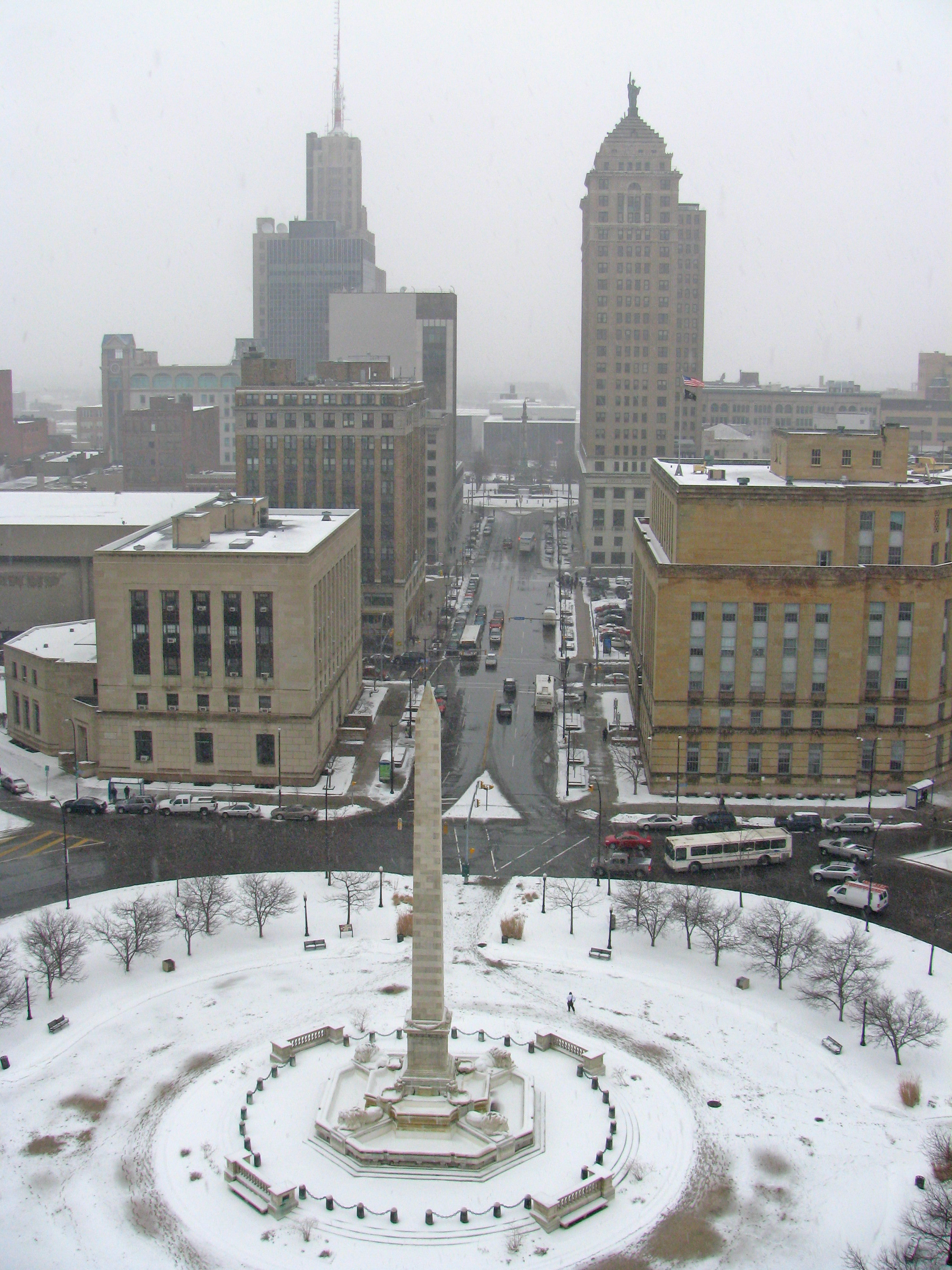
Một cơn mưa tuyết từ Tòa thị chính Buffalo

Một cơn mưa phùn tuyết là một thuật ngữ cho một đợt tuyết rơi nhẹ dẫn đến ít hoặc không có tuyết tích tụ. Dịch vụ thời tiết quốc gia Hoa Kỳ xác định cụ thể các cơn mưa tuyết là tuyết nhẹ không liên tục không tạo ra lượng mưa có thể đo được (lượng vết). Ngược lại, những đợt tuyết rơi kéo theo sự tích tụ tuyết có thể đo được được gọi là mưa rào tuyết.